# Корбетт, Гревилл
Гре́вилл Ко́рбетт — британский лингвист, специалист по славянским языкам, лингвистической типологии, автор влиятельных работ о категориях рода, числа, согласования в языках мира.

## Биография
В 1970 году окончил бакалавриат Бирмингемского университета по французскому и русскому языкам. В 1971 году там же окончил магистерскую программу по русскому языку и лингвистике. В 1971—73 гг. находился на стажировке в Белградском университете и МГУ им. М. В. Ломоносова.
В 1976 году защитил диссертацию на тему «Проблема согласования прилагательных в русском языке» (Problems of Adjectival Agreement in Russian) в Бирмингемском университете.
С 1974 года работает в Университете Суррея, в том числе в 1974—85 гг. преподавателем, в 1985—88 гг. лектором по русскому языку, в 1988—2000 гг. профессором лингвистики и русского языка. С 2000 года является профессором фундаментальных исследований (Foundation Research Professor), с 2002 года — заслуженным профессором (Distinguished Professor). Возглавляет Суррейскую морфологическую группу.
В 1995 году принял участие в лингвистической экспедиции МГУ под руководством А. Е. Кибрика по изучению цахурского языка (с. Мишлеш).
В 1997 году стал членом Британской академии, в 2000 году — академиком Академии социальных наук, в 2008 году — членом Европейской академии.
Является также членом ряда научных сообществ, среди которых Ассоциация лингвистической типологии, Британская ассоциация славянских и восточноевропейских исследований, Лингвистическая ассоциация Великобритании, Австралийское лингвистическое общество, Европейское лингвистическое общество, Американское лингвистическое общество и др. Член редколлегии журнала «Russian Linguistics».
Имеет троих сыновей: Дэвид 1978 г.р., Ян 1981 г.р., Питер 1983 г.р..

## Научные интересы
Основные научные интересы, по собственным словам, лежат в двух областях:
- языковые универсалии и лингвистическая типология, прежде всего в области типологии морфосинтаксических признаков, в особенности рода и числа;
- морфология, в том числе формальное моделирование морфологии в типологически-ориентированном подходе Network Morphology, разработанном совместно с Норманом Фрезером.

Кроме того, Гревилл Корбетт является автором целого ряда работ по морфологическим и синтаксическим явлениям славянских языков, по типологии и психолингвистике цветообозначений. К числу языков, изучавшихся исследователем, в числе прочих относится и арчинский язык Дагестана.

## Основные труды
- Corbett, Greville G. (1979). Predicate Agreement in Russian. (Birmingham Slavonic Monographs, 7.) Birmingham.
- Corbett, Greville G. (1991). Gender. Cambridge University Press. ISBN 978-0-521-32939-2
- Corbett, Greville G. (2000). Number. Cambridge University Press. ISBN 978-0-521-64016-9
- Corbett, Greville G. (2006). Agreement. Cambridge University Press. ISBN 978-0-521-00170-0
- Chumakina, Marina; Dunstan Brown; Greville G. Corbett & Harley Quilliam (2007). A dictionary of Archi: Archi-Russian-English (Online edition). University of Surrey. http://dx.doi.org/10.15126/SMG.16/2
- Corbett, Greville G. (2012). Features. Cambridge University Press. ISBN 978-1-107-02623-0

### Труды под редакцией
- Comrie, Bernard; Corbett, Greville G. (1993). The Slavonic Languages. Routledge. ISBN 978-0-415-04755-5
- Chumakina, Marina; Corbett, Greville G. (2012). Periphrasis: The Role of Syntax and Morphology in Paradigms. Oxford University Press. ISBN 978-0-19-726525-3
- Brown, Dunstan; Chumakina, Marina; Corbett, Greville G. (2012). Canonical Morphology and Syntax. Oxford University Press. ISBN 978-0-19-960432-6
- Baerman, Matthew; Brown, Dunstan; Corbett, Greville G. (2015). Understanding and Measuring Morphological Complexity. Oxford University Press. ISBN 978-0-19-872376-9
- Bond, Oliver; Corbett, Greville G.; Chumakina, Marina; Brown, Dunstan (2016). Archi: Complexities of agreement in cross-theoretical perspective. Oxford University Press. ISBN 978-0-19-874729-1